# United Future
United Future – nowozelandzka partia polityczna, W latach od 2002 do 2008 wspierała mniejszościowy rząd koalicyjny Partii Pracy oraz Partii Postępowej. A w latach 2008–2017 wspierała rząd mniejszościowy Partii Narodowej. Partia centrowa, powstała w 2002 roku. Pod względem programowym przypomina europejską chadecję. Lider - Peter Dunne.